# بزرگ‌مرد کوچک (مجموعه تلویزیونی)
بزرگ‌ مرد کوچک نام یک مجموعه تلویزیونی به کارگردانی مسعود رسام است که در سال ۱۳۸۷ برای پخش در شبکهٔ ۲ سیما تولید شده‌ است. این مجموعه به تهیه‌کنندگی سعید پورفرج در ۲۰ قسمت ۳۵ دقیقه‌ای تولید شده است. محمد شادانی و رامبد جوان و لاله صبوری از بازیگران اصلی این مجموعه هستند.

## داستان
این سریال به زندگی دانش آموزی به نام علیرضا (محمد شادانی) می‌پردازد که بچه‌ای پر جنب و جوش، کنجکاو و مملو از سؤال و چرایی دربارهٔ زندگی پیرامون خویش و دنیای امروز و تاریخ است. او در مقطع راهنمایی به همراه دیگر دانش آموزان هم سن خویش تشنه آموختن است ولی گاهی افراط او در تحقیق و کنجکاوی ، مدیر و معلمان مدرسه را به دردسر می‌اندازد…

## بازیگران
- محمد شادانی
- رامبد جوان
- لاله صبوری
- بهروز بقایی
- شهربانو موسوی
- احمدرضا اسعدی
- ندا مقصودی
- فریبا نادری
- عزیز مالکی
- بیژن سیفان
- ایرج ملکی
- هادی اتابکی
- مهدی طنابچی
- رضا سعادت
- بهرام محمدی پور
- آرین فشنگچی
- ابراهیم زارعی
- نوید دهدشتی
- امیررضا نیکخواه بهرامی
- پارسا قاسمی